# Curve25519

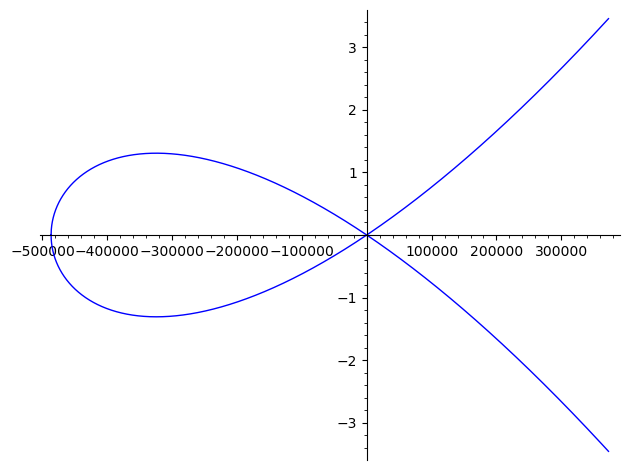
Curve25519 на графике

Curve25519 — криптографическая эллиптическая кривая, обеспечивающая 128-битное шифрование при размере ключа 256 бит, предназначена для использования со схемой согласования ключей Диффи — Хеллмана (ECDH). Одна из самых быстрых кривых, при этом не защищена патентами. Эталонная программная реализация находится в общественном достоянии.
В исходной статье Curve25519 определяется как функция Диффи — Хеллмана (Diffie–Hellman key exchange protocol или DH); имя Curve25519 для базовой кривой и X25519 для функции DH предложил использовать Дэниэл Бернштейн.
Поддерживается во многих криптографических библиотеках, в том числе Libgcrypt, libssh, libssh2 (начиная с версии 1.9.0), NaCl, GnuTLS, OpenSSL (с версии 1.1.0). Используется во многих сетевых протоколах, в том числе Session, SSH, Signal, Matrix, Tox, Zcash, TLS, WireGuard.